# Euphonia hirundinacea
Euphonia hirundinacea là một loài chim trong họ Fringillidae.

## Hình ảnh

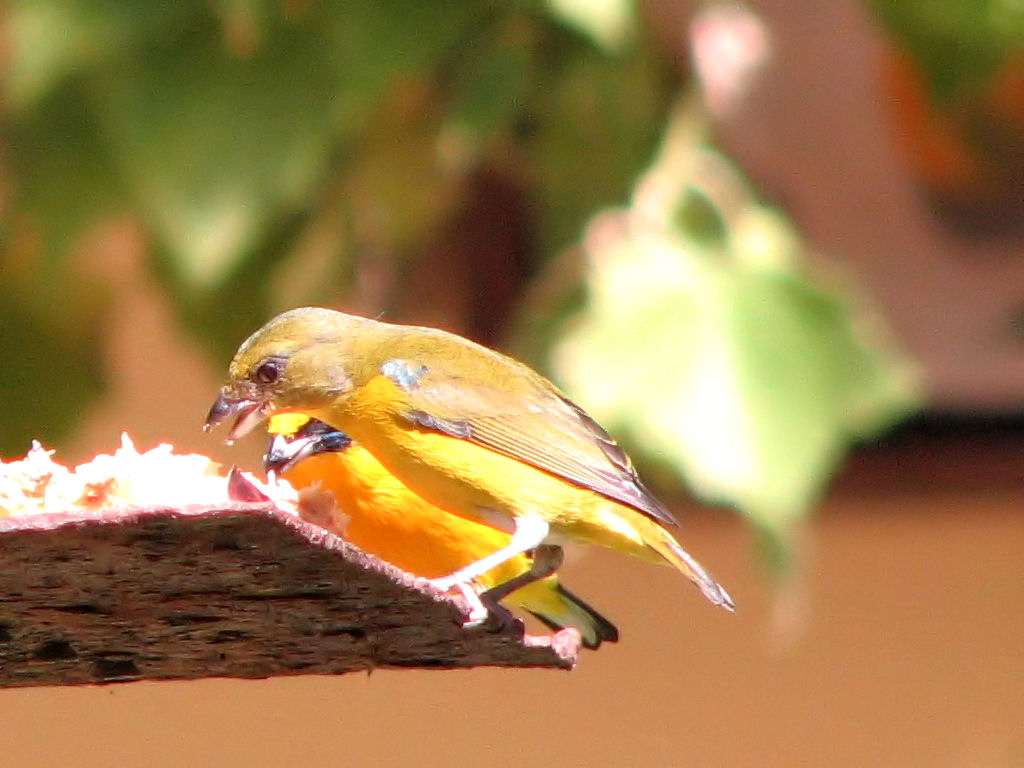
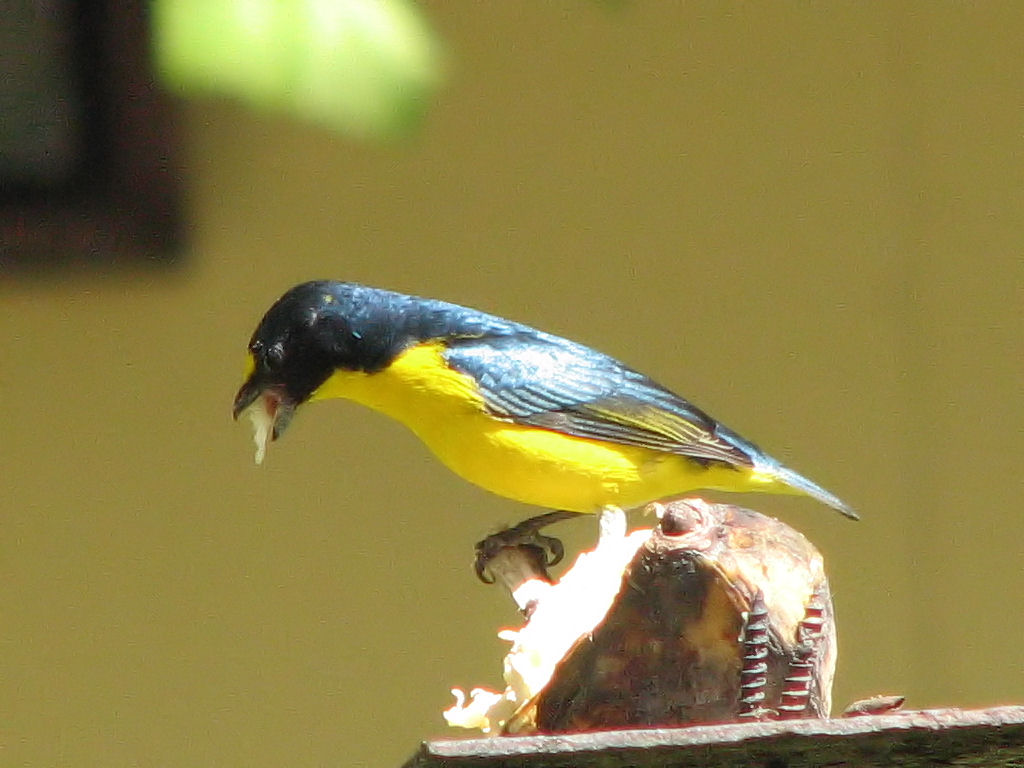
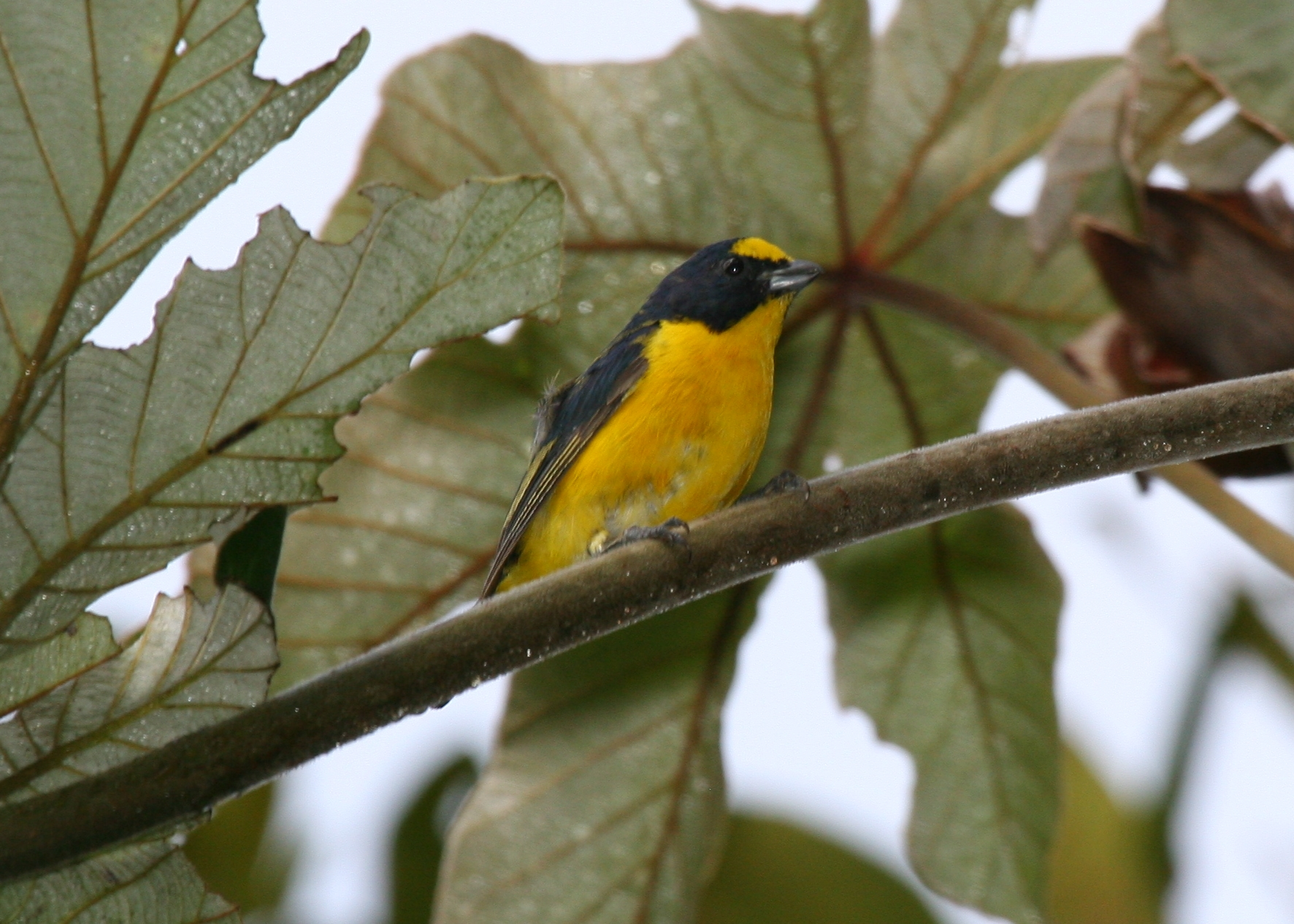